# Galés (pena)
A pena das galés era a punição na qual os condenados cumpriam a pena de trabalhos forçados. Era uma espécie de antiga sanção criminal. O Código Criminal brasileiro de 1830 adotou este tipo de sanção, determinando, no artigo 44, os réus a andarem com calcetas nos pés e correntes de ferro, e a empregarem-se nos trabalhos públicos da província onde ocorrera o delito, ficando assim, à disposição do governo.

## Origem do termo
As galés estavam entre as principais embarcações de guerra europeias até o desenvolvimento da navegação, a partir do século XVI. Elas possuíam velas que, apesar de serem muito rudimentares, auxiliavam em sua movimentação. Mas, para que ganhassem os mares, era necessário recorrer à força de cerca de 250 homens, recrutados de diversas formas. Eles podiam ser escravos condenados pela Justiça, que trocavam suas penas por trabalhos temporários nas galés, ou voluntários em busca de salário. Com o passar do tempo, esse recrutamento passou a priorizar os cativos e aqueles que cumpriam pena, pois não era necessário pagar pelos seus serviços. Em Portugal, os prisioneiros eram simplesmente retirados dos cárceres e acorrentados às galés durante alguns combates, como na batalha de Arzila, travada no norte da África em 1471.

## Estado da Índia
Durante o Século XVI, um conjunto de decretos promulgados por D. Constantino de Bragança estimulara a conversão dos indianos efetuando discriminação dos Brâmanes que não se convertessem. Aos que rejeitassem a conversão era aplicada à pena das galés.

## Revogação
Foi abolida no Brasil, provisoriamente, pelo Decreto nº 774, de 20 de setembro de 1890, expedido durante o Governo Provisório da República, liderado pelo Marechal Deodoro da Fonseca, e, definitivamente, pelo § 20, do artigo 72 da Constituição de 1891.